# Gießen (okrug)
Gießen je okrug u njemačkoj pokrajini Hessen. Po popisu iz 2019., 270.688 stanovnika živi u okrugu površine 854,66 km².

## Gradovi i općine u okrugu
| Gradovi | Općine |
| --- | --- |
| 1. Allendorf (Lumda) 2. Gießen 3. Grünberg 4. Hungen 5. Laubach 6. Lich 7. Linden (sjedište: Leihgestern) 8. Lollar 9. Pohlheim (sjedište: Watzenborn-Steinberg) 10. Staufenberg | 1. Biebertal (sjedište: Rodheim-Bieber) 2. Buseck (sjedište: Großen-Buseck) 3. Fernwald (sjedište: Steinbach) 4. Heuchelheim a. d. Lahn 5. Langgöns (sjedište: Lang-Göns) 6. Rabenau (sjedište: Londorf) 7. Reiskirchen 8. Wettenberg (sjedište: Krofdorf-Gleiberg) |

## Vanjske poveznice
- Službena stranica (njem.)